# 三浦頼彦
三浦 頼彦　は日本の地方公務員、造園家。大阪府土木部公園課参事、公園課長、(社)大阪府公園・都市緑化協会理事を歴任。千葉大学園芸学部出身。第24回日本公園緑地協会北村賞受賞。

## 参考
- 官報 第 3 部、2001
- 30年のあゆみ: 新世紀のまくあけ、日本植木協会, 2000